# Gnophos hypophana
Gnophos hypophana là một loài bướm đêm trong họ Geometridae.